# Albert-Eduard-Insel

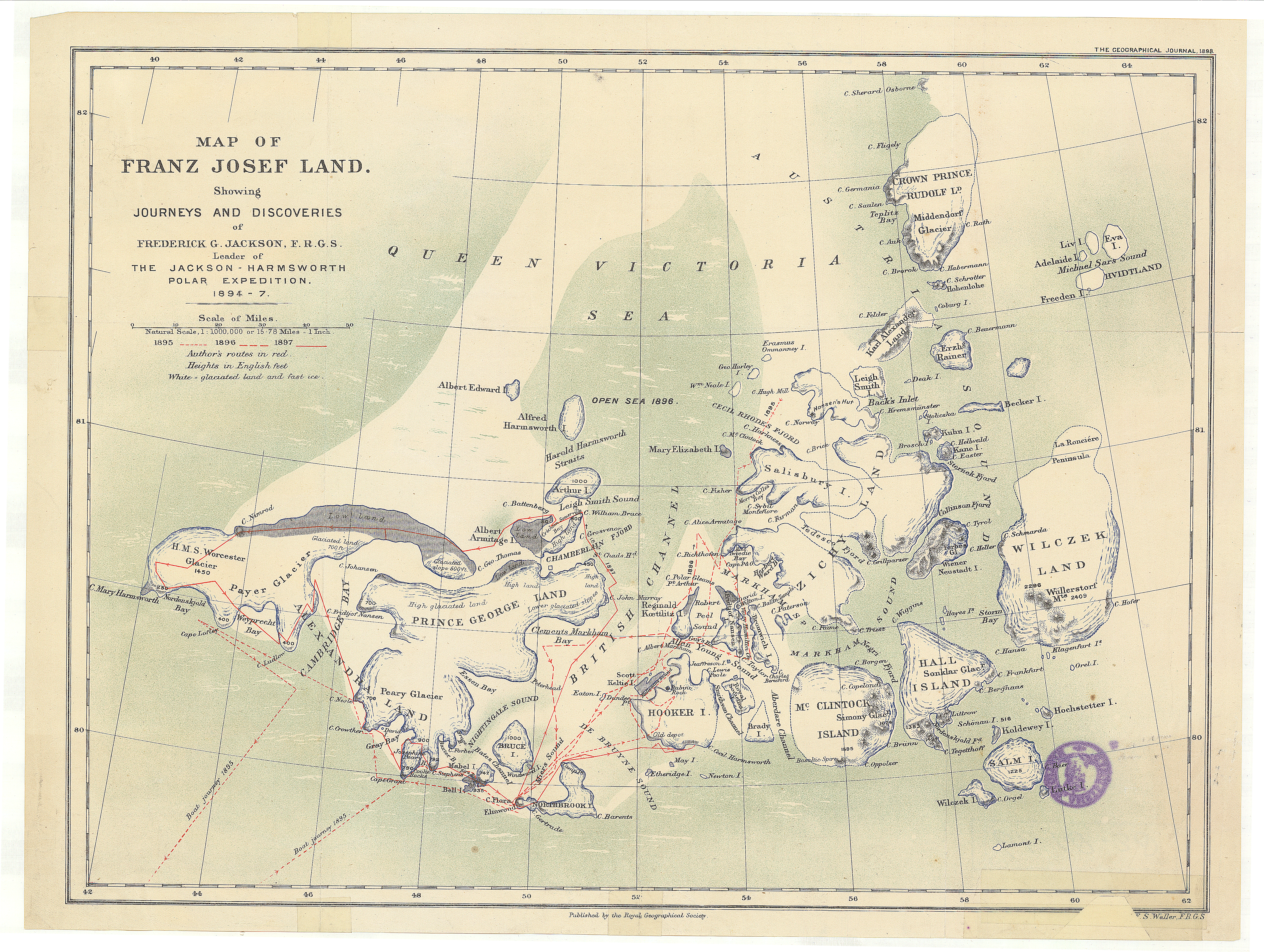
Jacksons Karte Franz-Josef-Lands mit Alfred Harmsworth Island und Albert Edward Island (1898)

Albert-Eduard-Insel (auch: Albert-Eduard-Land, Albert-Edward-Insel) ist der Name einer Phantominsel im Archipel Franz-Josef-Land. Sie wurde während der Jackson-Harmsworth-Expedition (1894–1897) nordwestlich von Prinz-Georg-Land gesichtet und nach dem damaligen britischen Thronfolger und späteren König (Albert) Eduard VII. benannt.
1931 konnte die Besatzung des von der Aeroarctic gecharterten Luftschiffs LZ 127 „Graf Zeppelin“ nachweisen, dass die Insel – ebenso wie die Harmsworth-Insel – nicht existiert, da an ihrer überlieferten Position bis zum Horizont kein Land zu sehen war. In der Folge verschwand sie von den Landkarten.